# 運動会

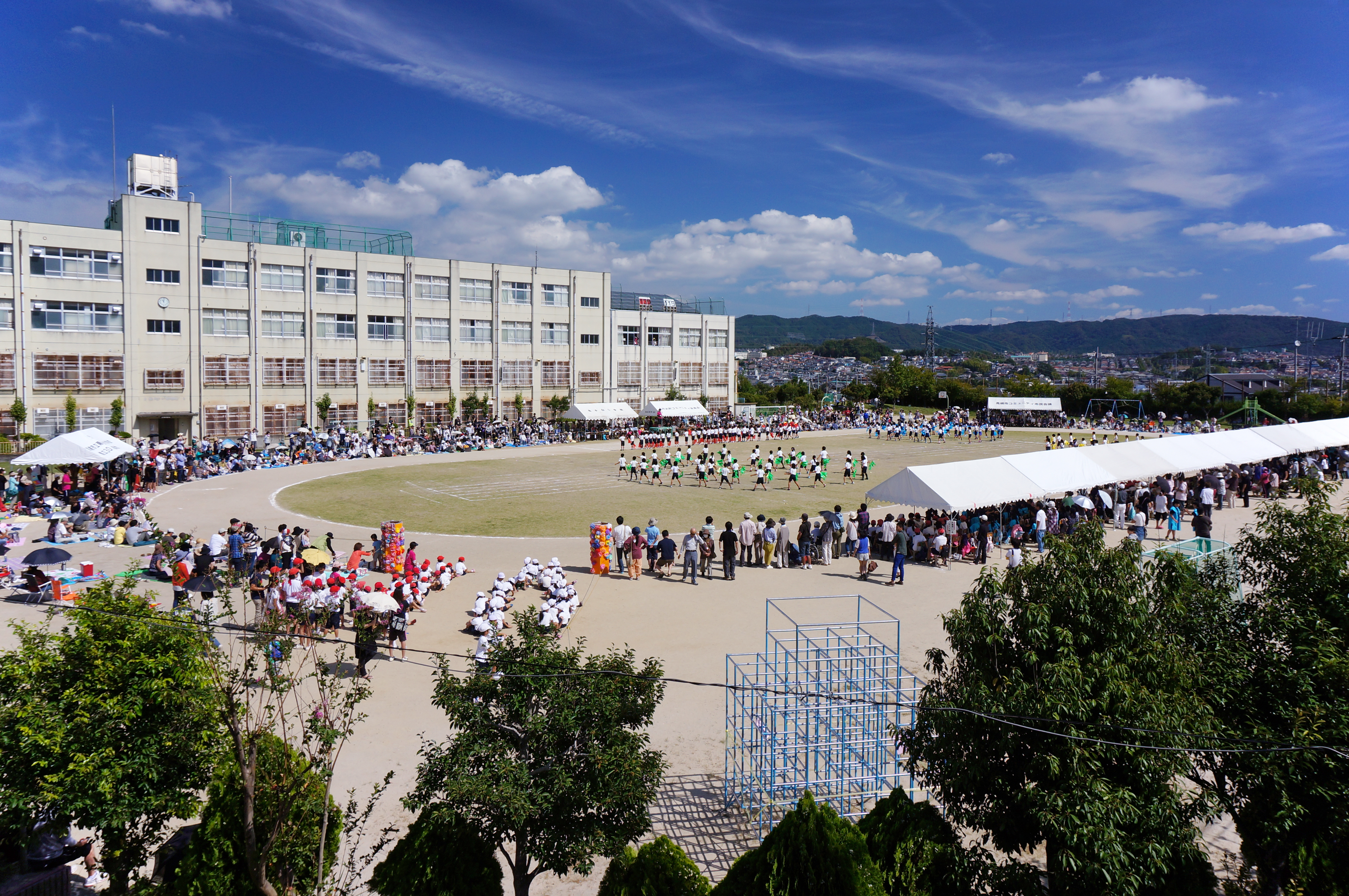
日本の小学校における運動会

運動会（うんどうかい、英:Sports day）は、学校、会社、地域団体などの運営者および参加者の協力によって開催される体育的な活動行事である。体育祭（たいいくさい）や体育大会（たいいくたいかい）などとも称される。
欧米では特定種目の競技会やそれを複合させたスポーツ競技会、また子どもの伝統的な遊戯まつりやピクニック会などが主流となっている。そのため、日本のように参加者が一定のプログラムに基づいて競技・演技を行う形式の運動会は「近代日本独特の体育的行事」だとされている。

## 概要

### 学校運動会

#### 小学校・中学校・高等学校、および特別支援学校

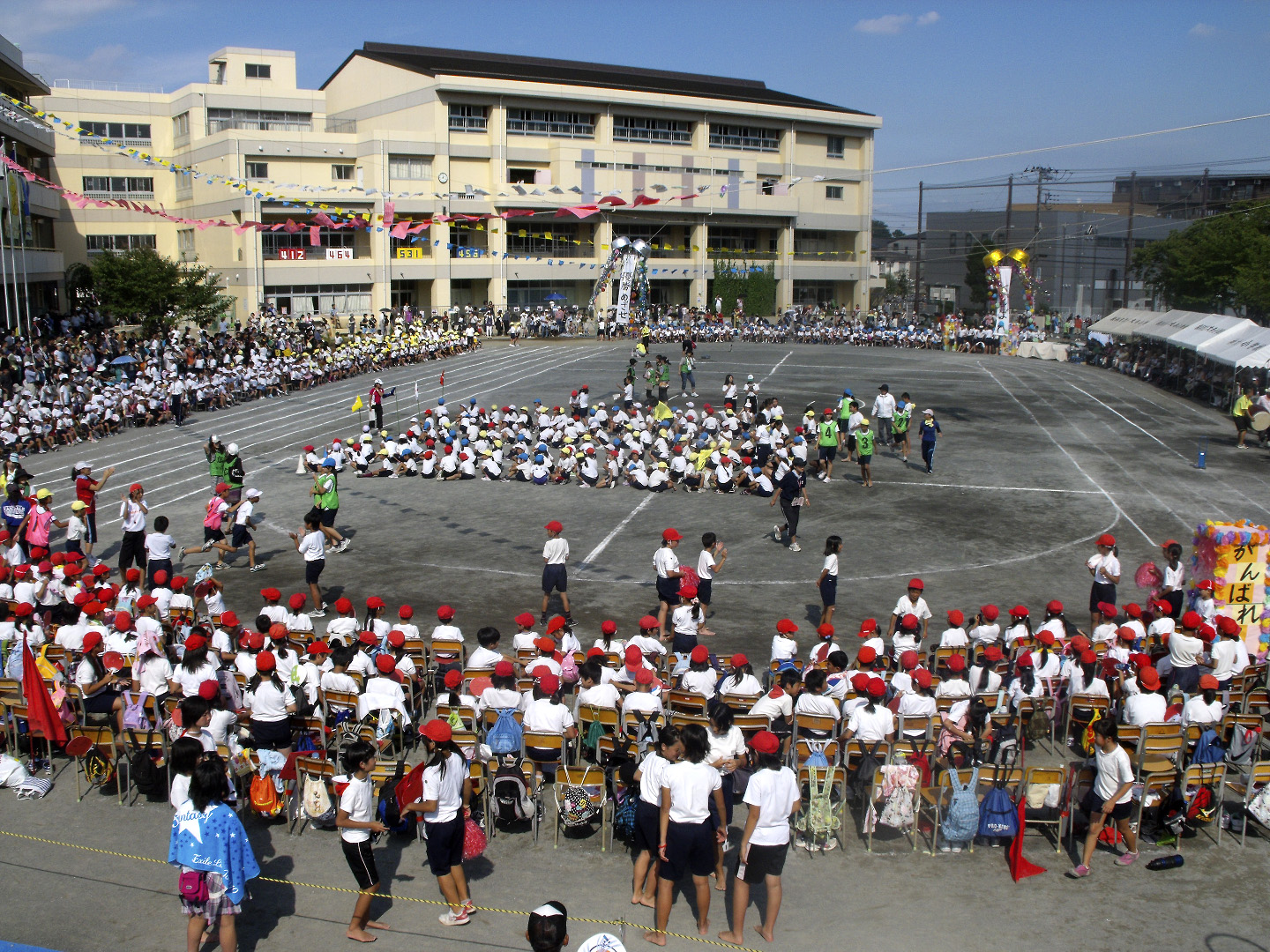
日本の小学校の運動会

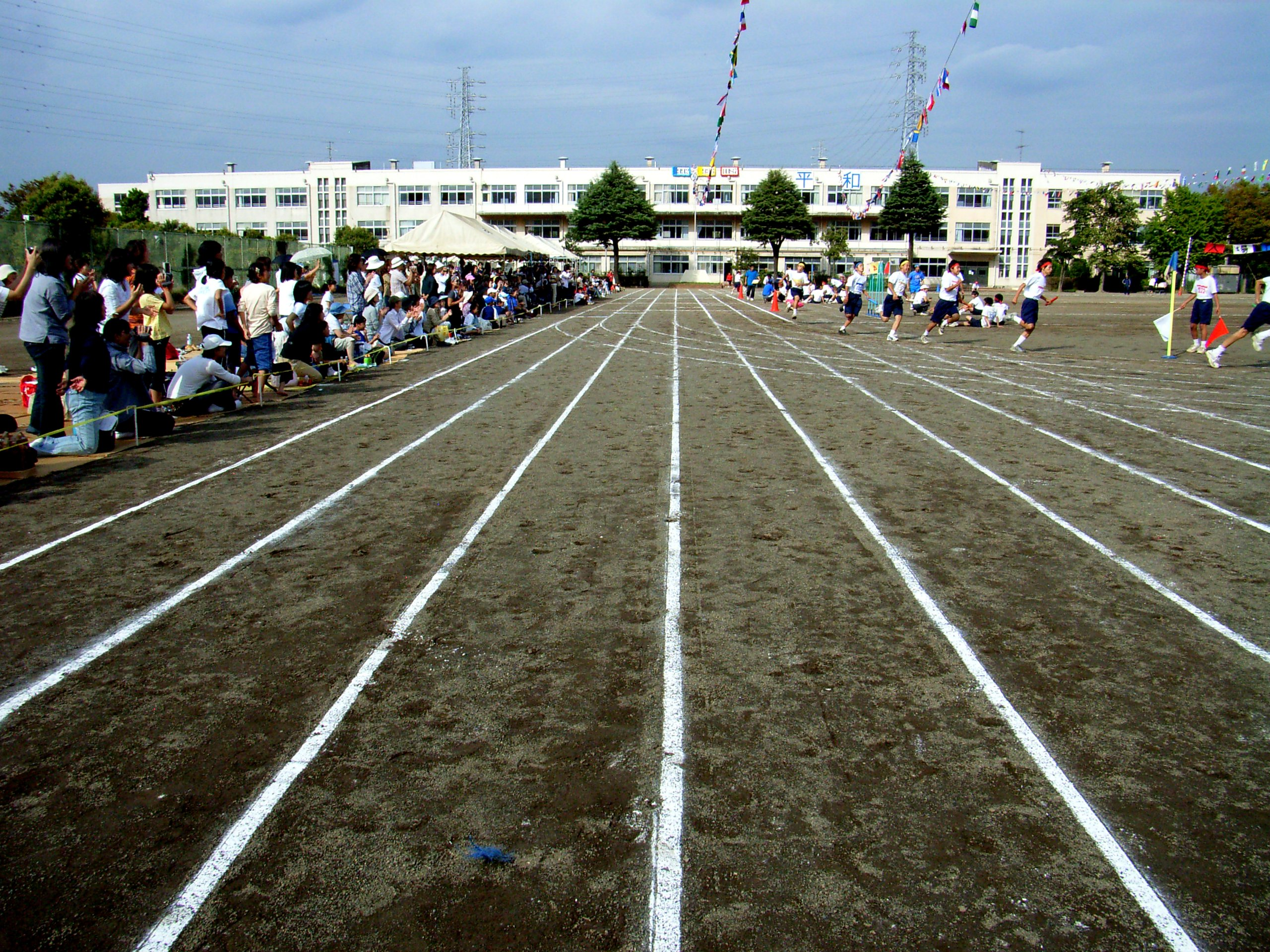
日本の中学校の運動会

日本の小学校・中学校・高等学校、および特別支援学校では、運動会は学習指導要領における「特別活動」にあたり、学校行事としての「健康安全・体育的行事」に位置づけられ、学校が年間指導計画の中で実施日やその内容を策定する。その目的は、連帯感・協力・調和・団結力などを養う点にあるとされる。学習指導要領においては、児童生徒の自主的・自発的な活動が助長されるように指導を行うこととされている。「特別活動」は授業時数内で行われるため、児童生徒が参加しない場合は欠席となる。なお学校によっては、この体育祭・運動会に代えて球技大会やクラスマッチを開催する例もある。
高校の場合は学校の運動場ではなく、地元の陸上競技場や体育館等の施設で行う場合もある。
名称
小学校では「運動会」、中学校や高等学校では「体育祭」と呼ぶ場合が多い。また「体育大会」「体育会」「大運動会」「スポーツ大会」「スポーツフェスティバル」などと称されることもある。
実施時期
年1回、9～10月の秋や5～6月の晩春・初夏に実施される例が多いが、年2回実施されたり、文化祭と隔年で実施されたりすることもある。
実施日程
実施日程は1日で完結することが多いが、球技をクラスマッチで行うなどの場合は、数日間に及ぶこともある。また、実施する曜日については、教科体育の延長であること、また教員の勤務条件との整合性から平日に開催される例がある。一方で、家族の参加や地域社会からの要望を考慮して休日開催とする例もある。
また、運動会の準備や練習に割く時間の確保が難しい等の事情で、運動会の時間を短縮する傾向があり、結果的に昼食時間を取らない運動会も増えつつある。2018年の北海道札幌市の小学校の例では、半数以上が昼までの開催となっている。さらに学校現場での教職員の負担軽減の観点からも、競技種目の精選や半日開催などが提言されるようになった。
種目内容
種目内容は、競走競技、団体競技、球技、格技、体操・ダンス・マスゲーム、レクリエーション種目、応援合戦などである。
実施上の課題
- 運動会など学校行事の写真撮影は、これを制限している学校がある[8]。さらに、日本[9]やウェールズ[10]などでは、写真撮影を禁止する学校もある。またPTA会報やホームページに掲載する写真についても、解像度の低い写真や顔が特定できない写真を使用する場合がある[8]。これは不審者対策や、ウェブ公開にあたって児童・生徒の肖像権、プライバシー権、個人情報を保護し、事件・事故を未然に防ぐことを目的としている[11]。なお、学校行事については専門業者による撮影としたり、ライブ配信を行なったりする学校もある[8]。
- 小規模校の場合、学校行事の盛り上がりを保つため、校区体育祭として合同で実施することも考えられる[12]。

#### 専修学校
専修学校においては、体育系の学科やクラブなどが置かれない限り運動施設を設けないことが多く、運動会を開催する場合は地元の体育施設などを借りる場合が多い。ただし行事としての開催義務はないため、学校によっては運動会自体が開催されないこともある。

### 企業運動会・地域運動会

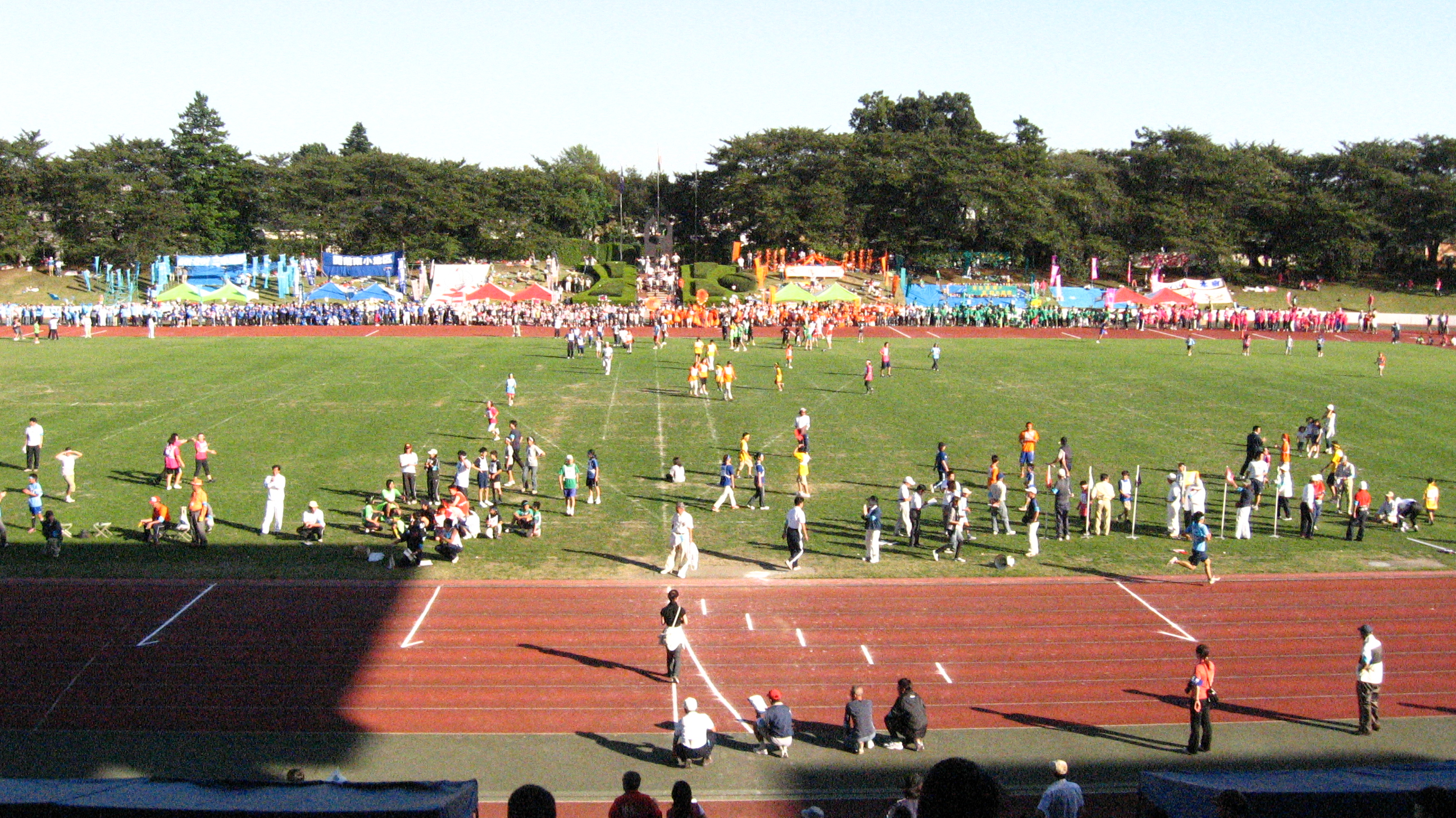
地域で行われる市民参加型の大運動会（2006年）

企業や地域（地方公共団体など）が主催する運動会も行われることがある。しかし近年は、地域コミュニティの希薄化・過疎化や、企業の経営状況悪化などにより、開催中止や規模縮小などの事例が相次いでいる。なお、「運動競技に伴う災害の業務上外の認定について」（平12.5.8 基発366号）には運動競技会に関する解釈例規がある。

## 歴史

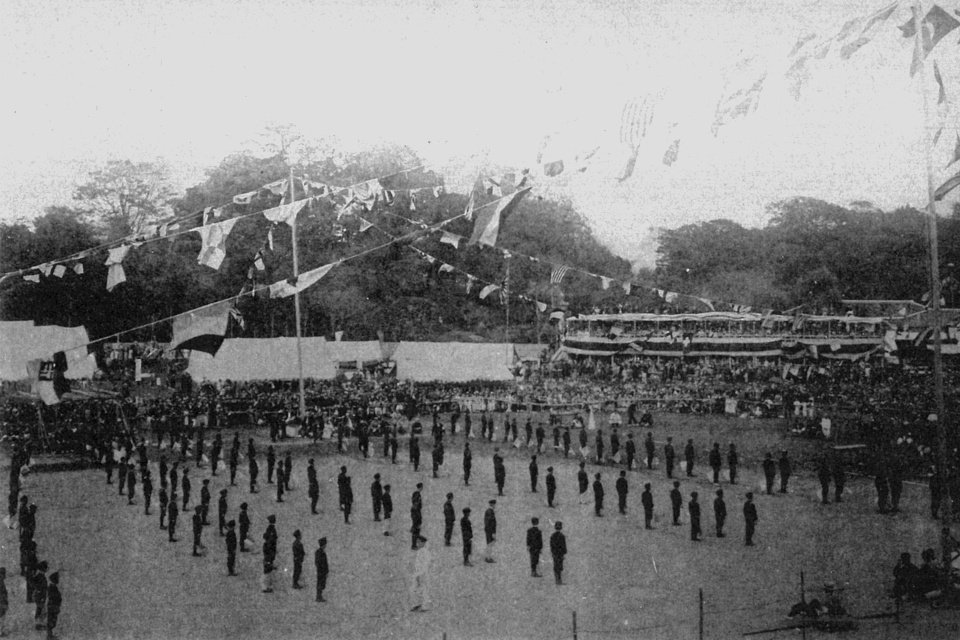
慶應義塾運動会（1905年秋期）

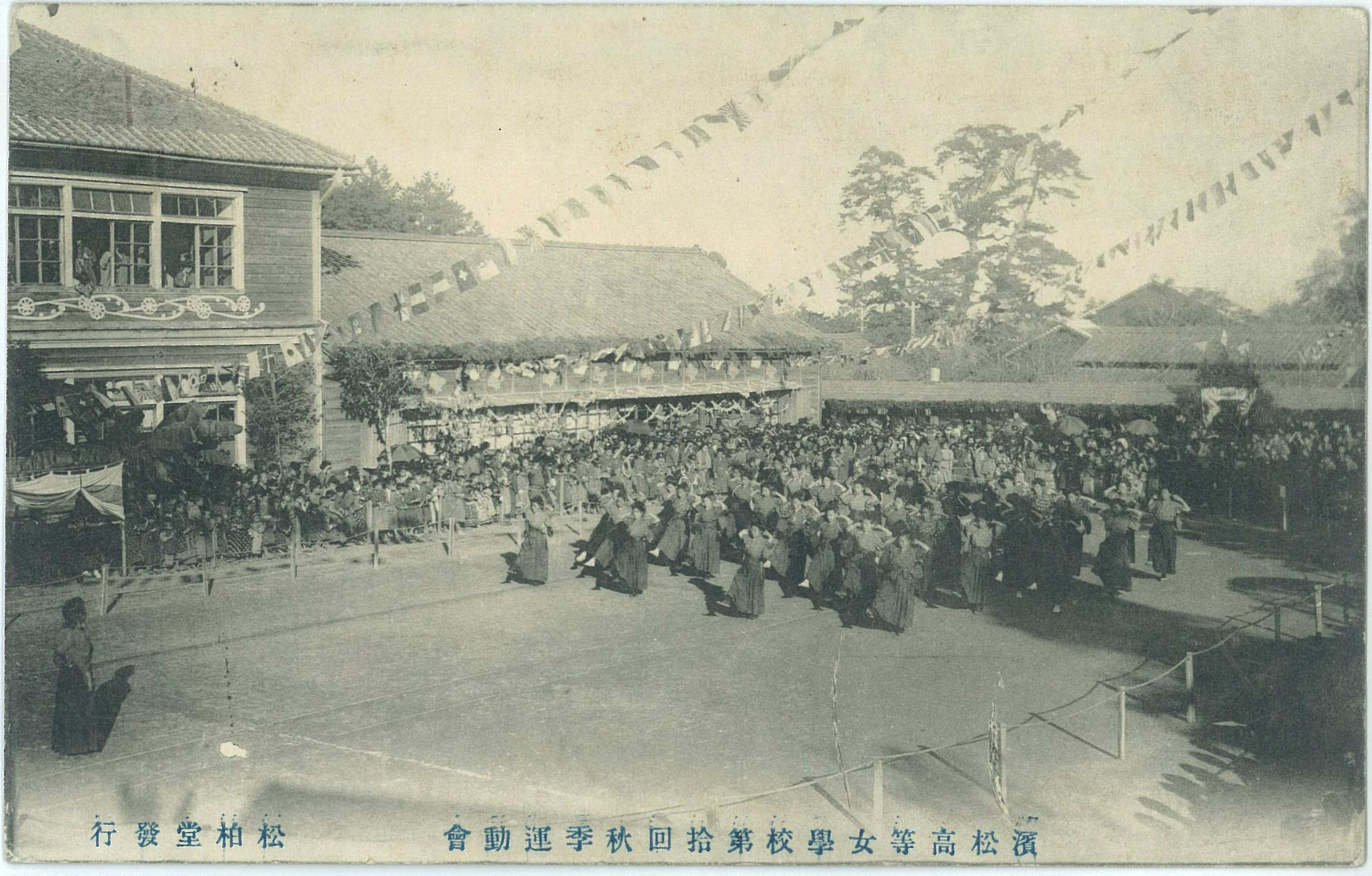
浜松高等女学校運動会（1910年）

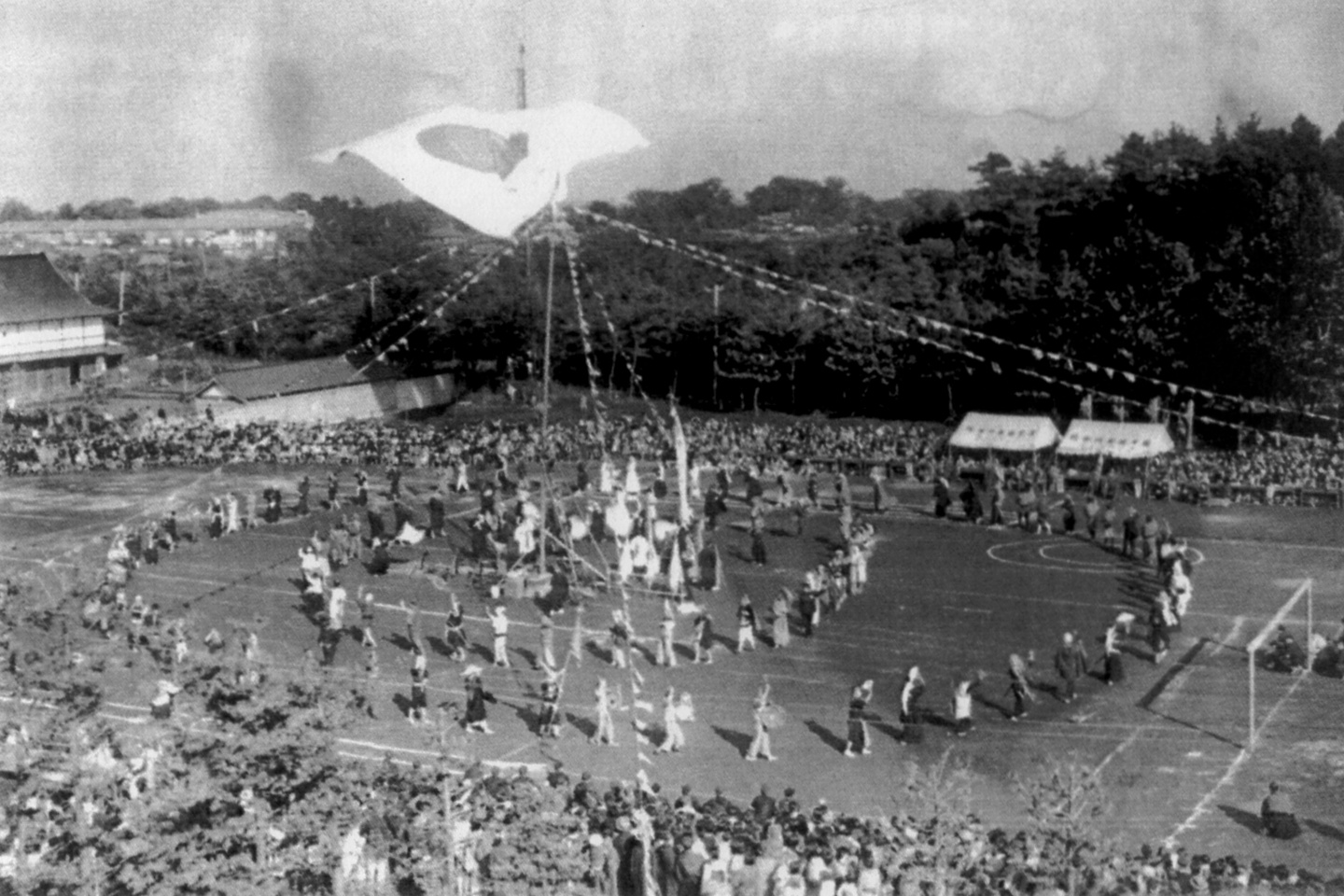
国士舘大運動会（1940年10月）

運動会の起源は、イギリスやドイツの職工体育的行事にあるとされているが、はじめて組織的に行われたのは、19世紀中頃のオックスフォード大学だとされている。
日本で運動会が社会的に広く普及したのは明治時代末期で、当初は「競闘遊戯会」「体操会」「体育大会」などと称されていた。これらは「国威発揚」「富国強兵」「健康増進」を目的としたものであった。
定説によれば、日本で最初の運動会は1874年の東京海軍兵学寮（後の海軍兵学校）で行われた「競闘遊戯会」である。これはイギリス人英語教師フレデリック・ウィリアム・ストレンジの指導によるものであり、同氏は後に異動先の東京大学予備門でも運動会開催を主導した。また、1868年に幕府の横須賀製鉄所で技術者・職工らによって行われたものが最初だとする説もある。
1878年には札幌農学校で「力芸会」が開催され、その後運動会はわずか数年で北海道内の小中学校に広がったといわれる。また、1882年からは明治法律学校、1883年からは東京大学や東京専門学校でも運動会が開催されるようになった。
その後、初代文部大臣・森有礼によって、体育の集団訓練のために運動会の開催が奨励されることとなる。
運動会は、日本統治下の台湾や、朝鮮半島などでも盛んに行われいた。これらは、駆け足での集合や隊列を組んだ行進、点呼や声の同期など、日本の影響を強く受けたものであった。第二次世界大戦中は運動会の種目においても戦時色が強まり、騎馬戦・野試合・分列行進などが行われたが、戦争末期には食糧難から運動場が農地化するなどして実施が不可能となった例も多い。
戦後も、台湾や中国東北部、韓国、北朝鮮などで運動会は続けられている。しかし、韓国では近年、運動会はいわゆる｢日帝残滓」だとして、これを廃止しようとする動きがある。

## 運動会で行われる代表的な競技・遊戯
本来、当該行事は常日頃から学習指導要領に沿った体育授業で習得した成果を発表する行事であるが、一部プログラムは学習指導要領に含まれない遊戯や演舞など学校の独自色や実状に合わせた演目が各自治体の裁量によって認められている。
- 徒競走（かけっこ競走も含まれる。30m走、50m走、80m走、100m走、150m走、200m走など）

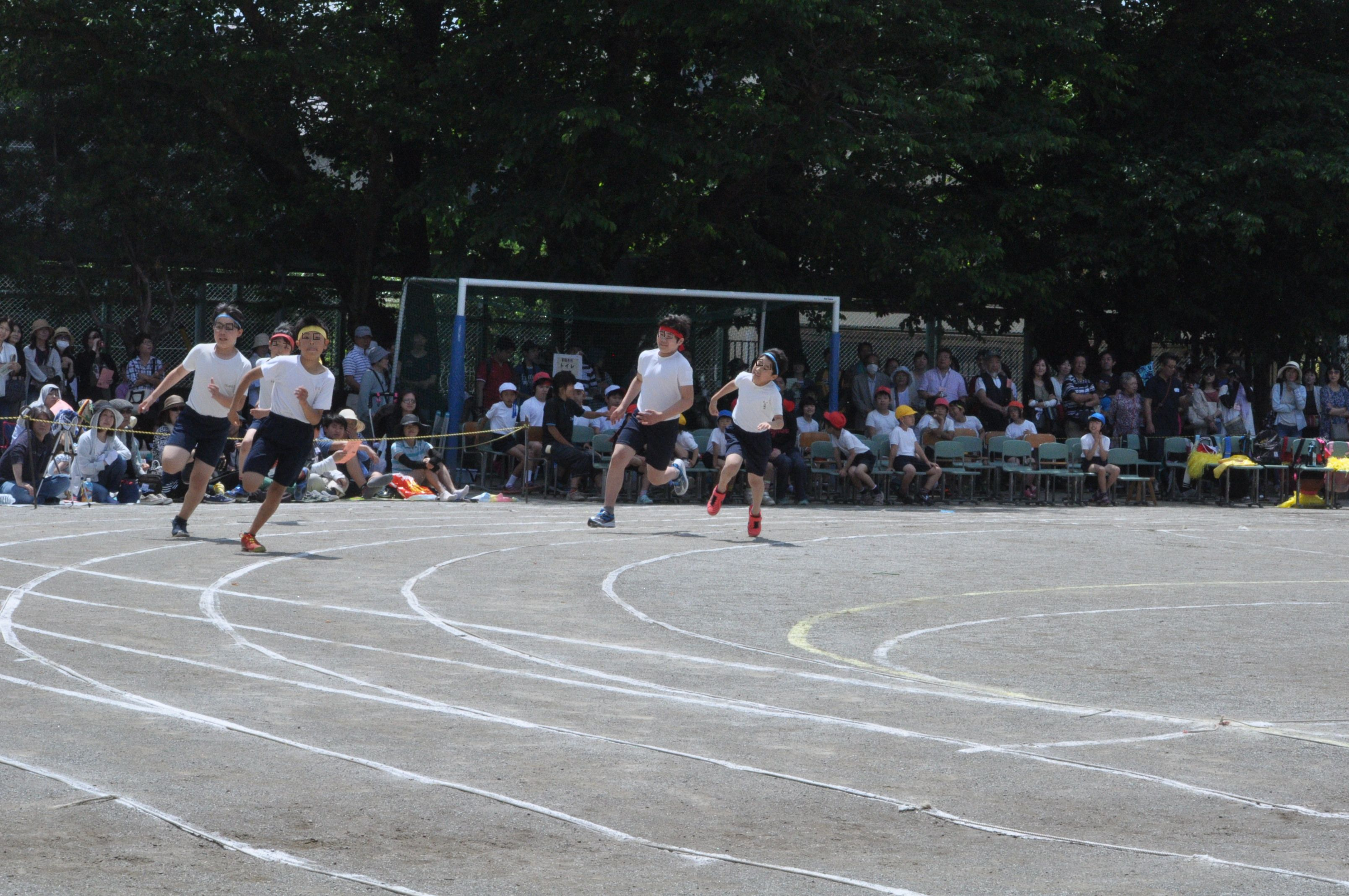
徒競走（2017年5月28日撮影）
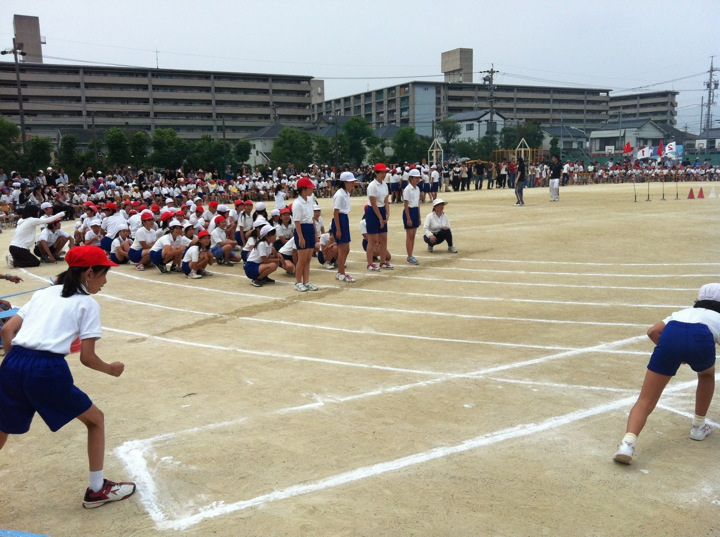
徒競走

- 長距離走（ロードレース。800m走、1500m走、2000m走など）
- 卵のスプーン運び競技（英語版）
- サックレース（英語版）
- リレー走
  - 多人多脚リレー

- 障害走系競技
  - 障害物競走
  - 借り物競走（借り人競走）
  - パン食い競走（飴食い競走）
  - 二人三脚（3人4脚、10人11脚などバリエーションがある）[注 5]
  - 台風の目
  - ムカデ競走
  - 大球送り（玉転がし）
  - スプーンレース
  - ぐるぐるバット
  - デカパン競走

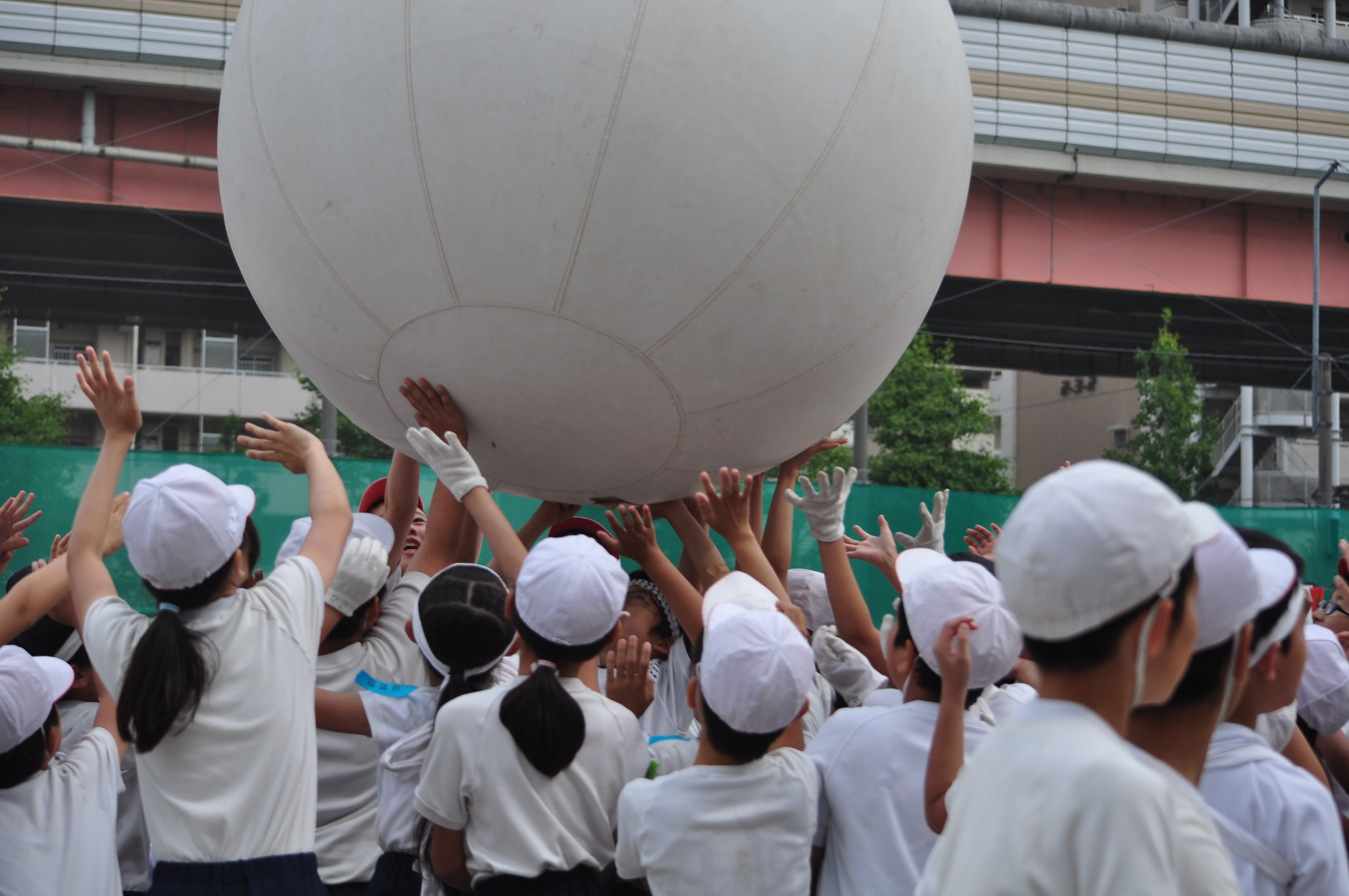
大球送り（2018年5月26日撮影）
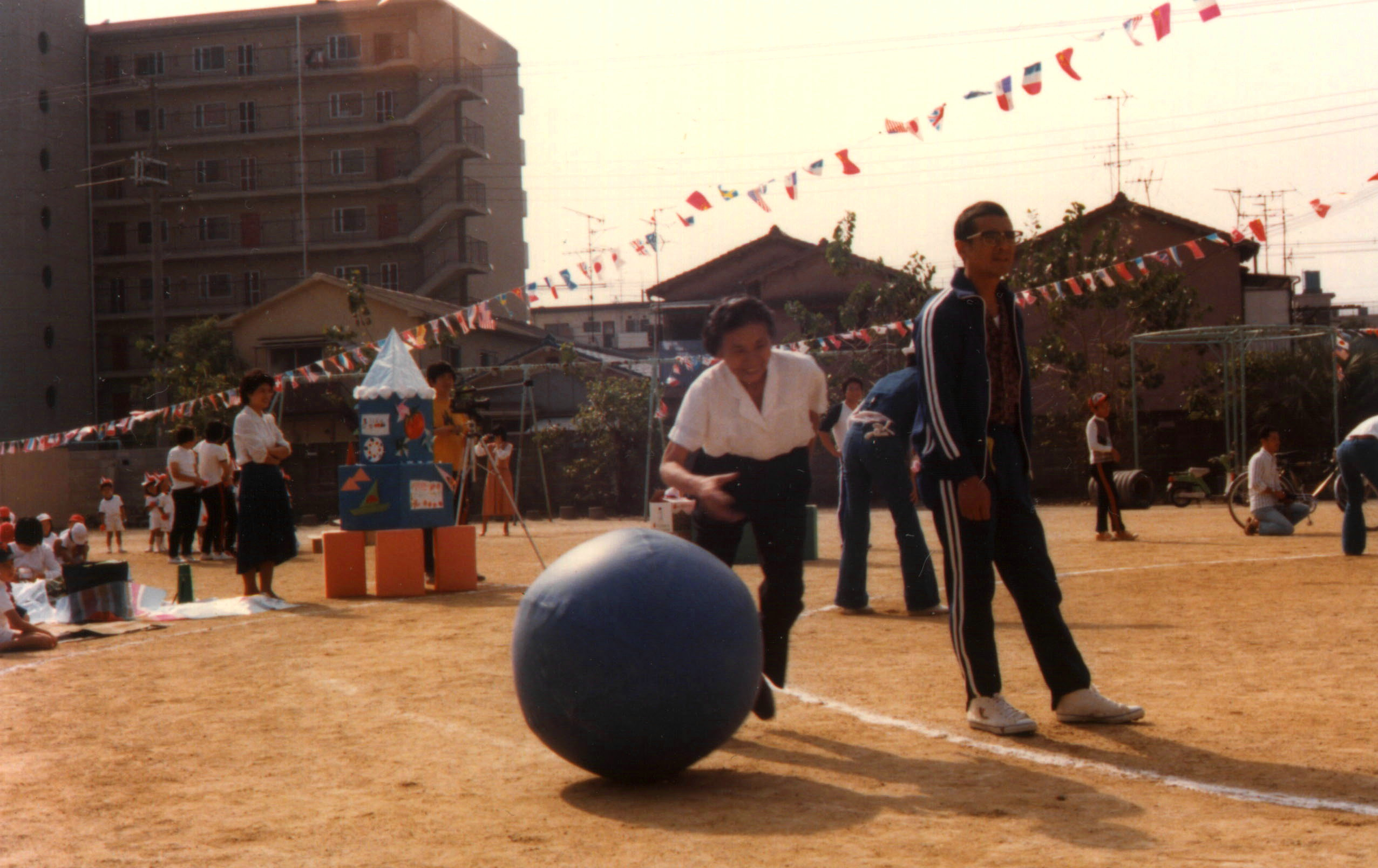
大玉転がし

- 団体競技
  - 鈴割
  - 棒倒し
  - 玉入れ
  - 綱引き
  - 騎馬戦
  - 長縄跳び
  - バケツリレー（給水リレー）

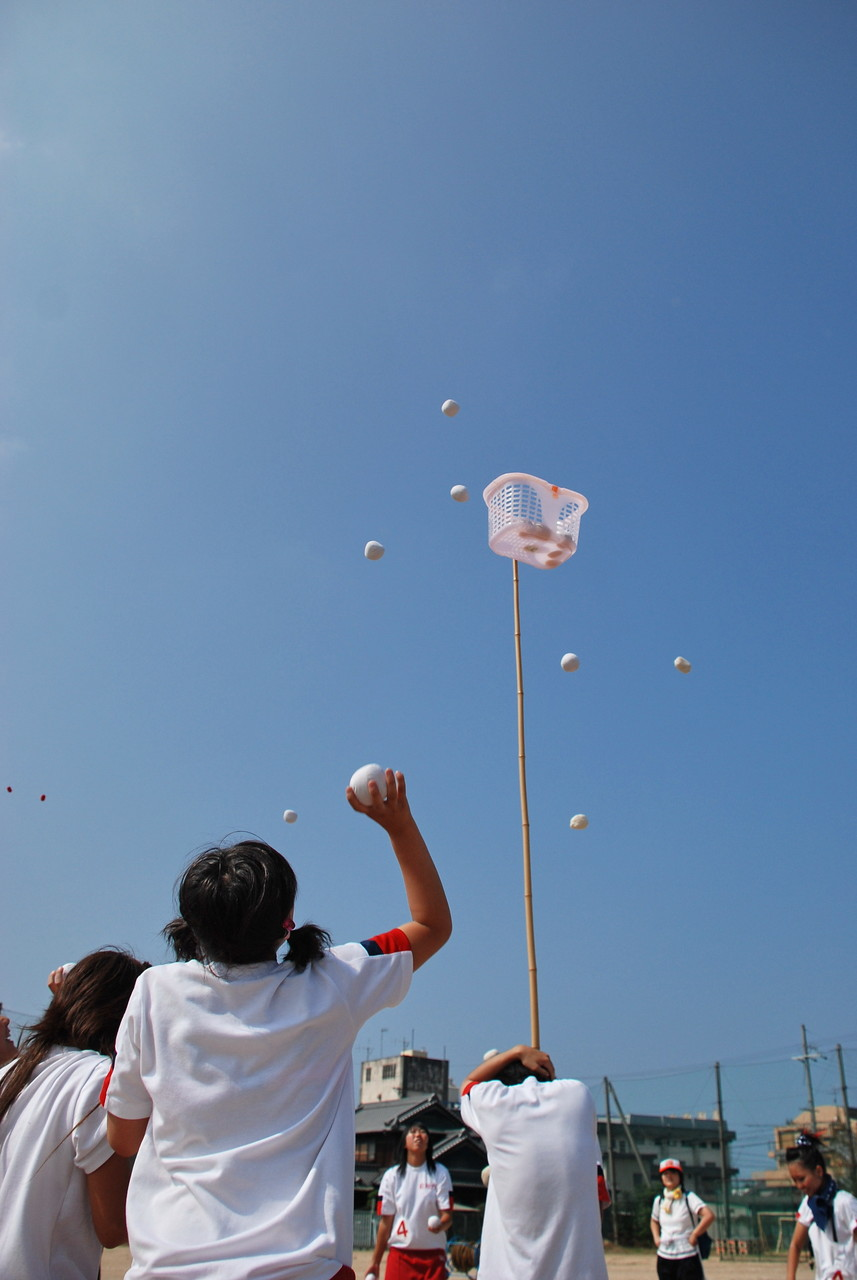
玉入れ
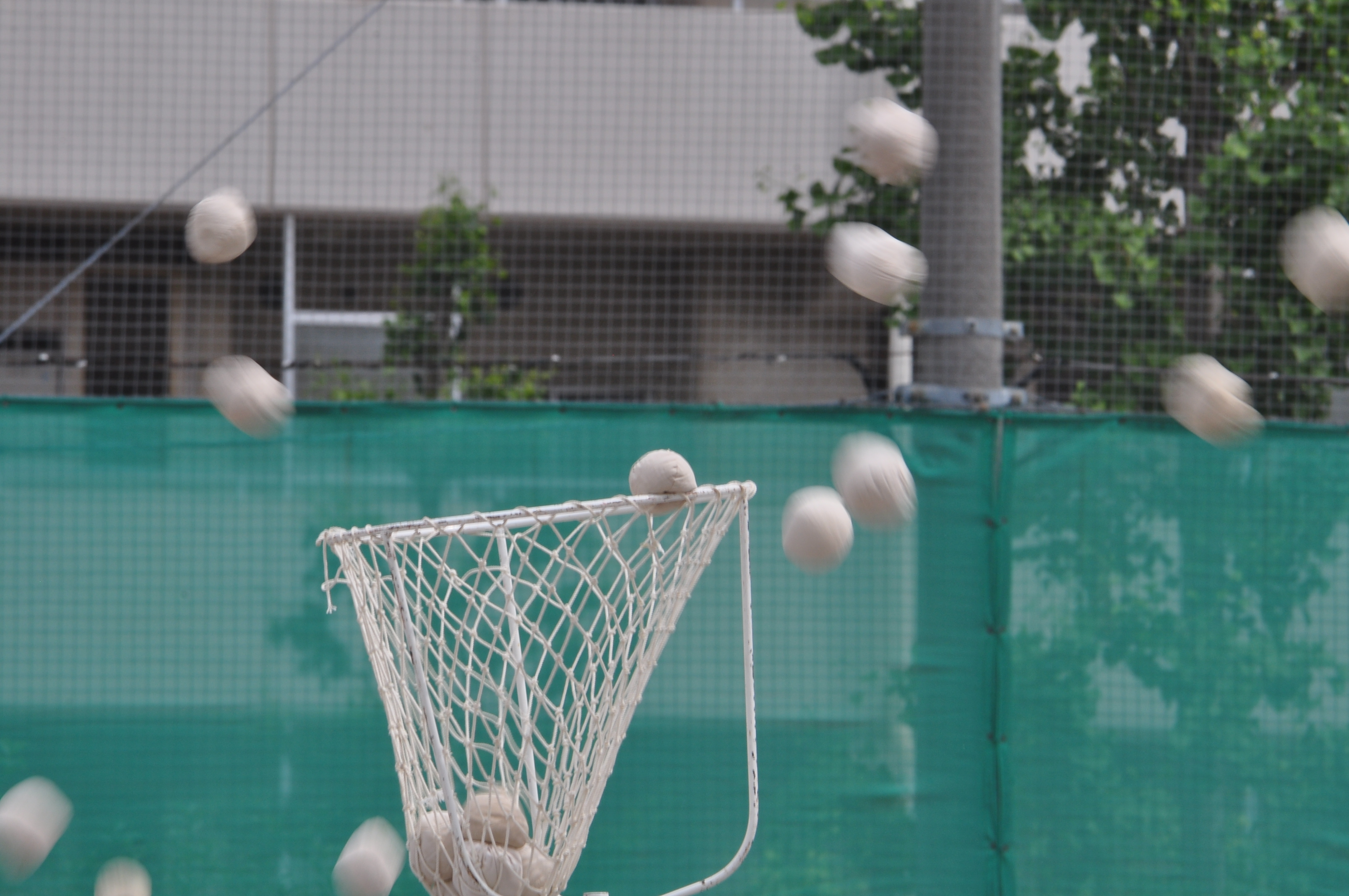
玉入れ（2018年5月26日撮影）
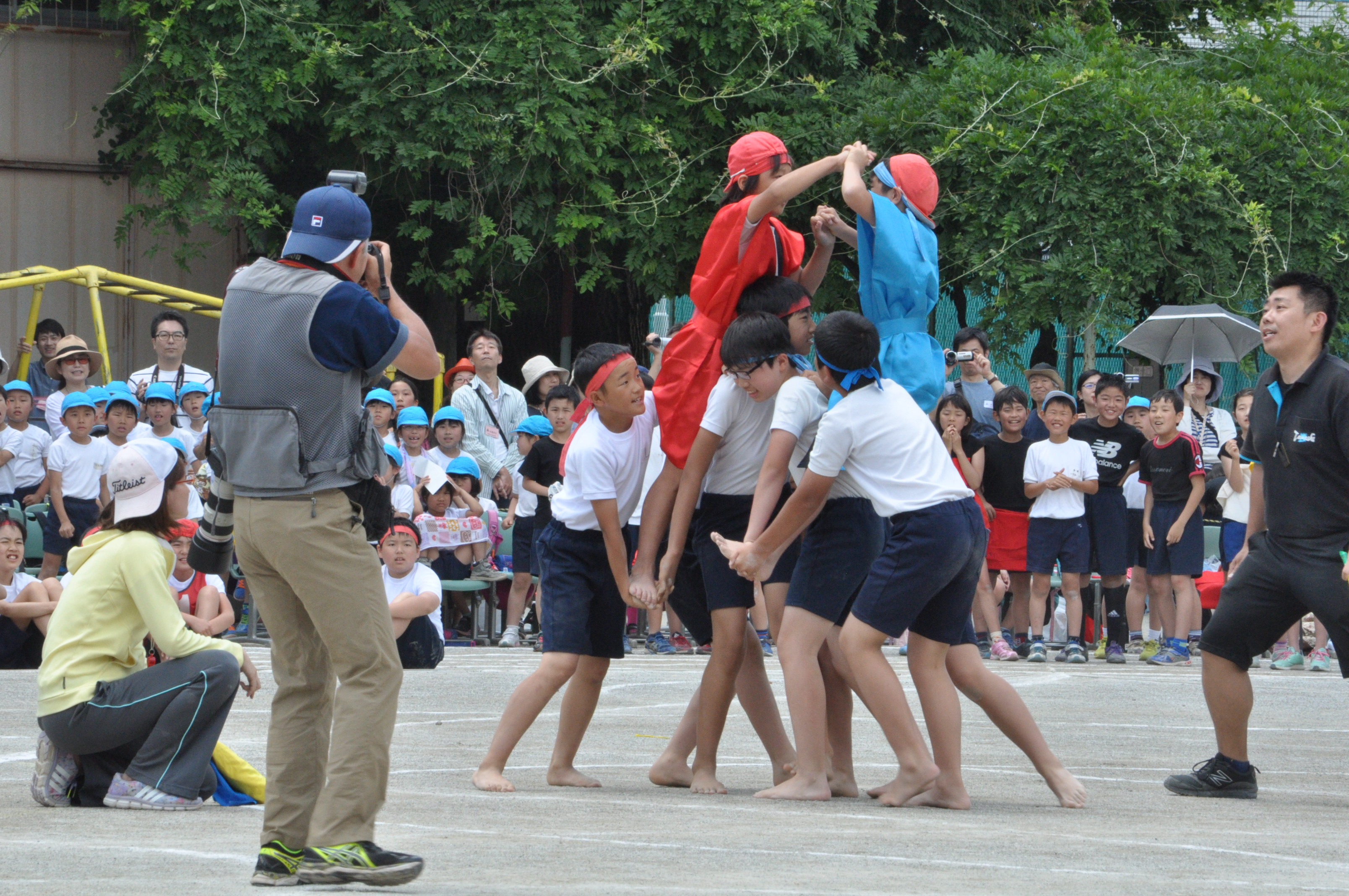
騎馬戦（2017年5月28日撮影）
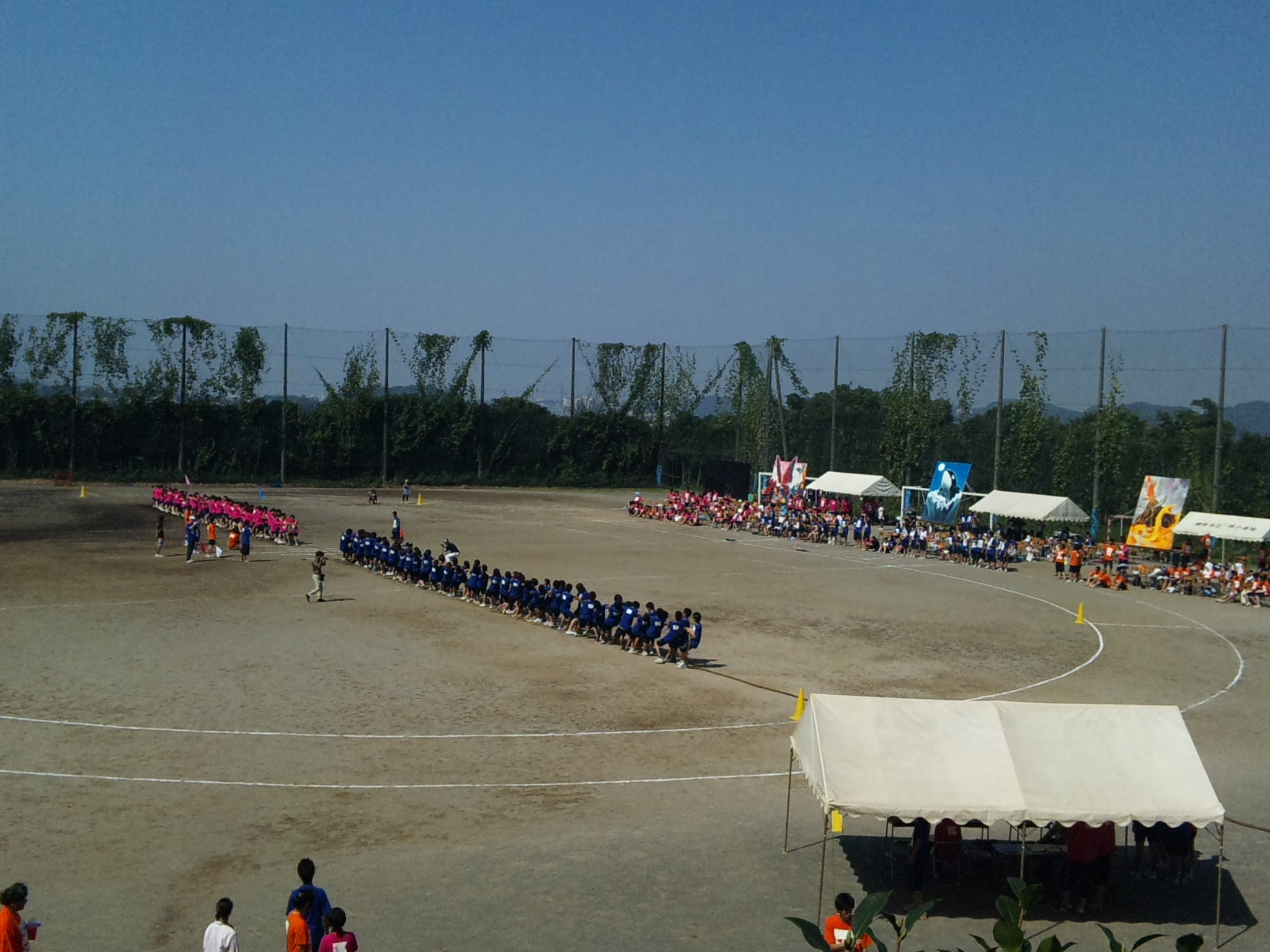
高校体育祭での綱引き

- アトラクション
  - 組体操
  - 応援合戦（大根踊りなど）
  - マスゲーム（エッサッサなど）
  - ガチョウ足行進
  - 表現種目
  - フォークダンスおよび花笠踊のようなその地域独特の踊りなど

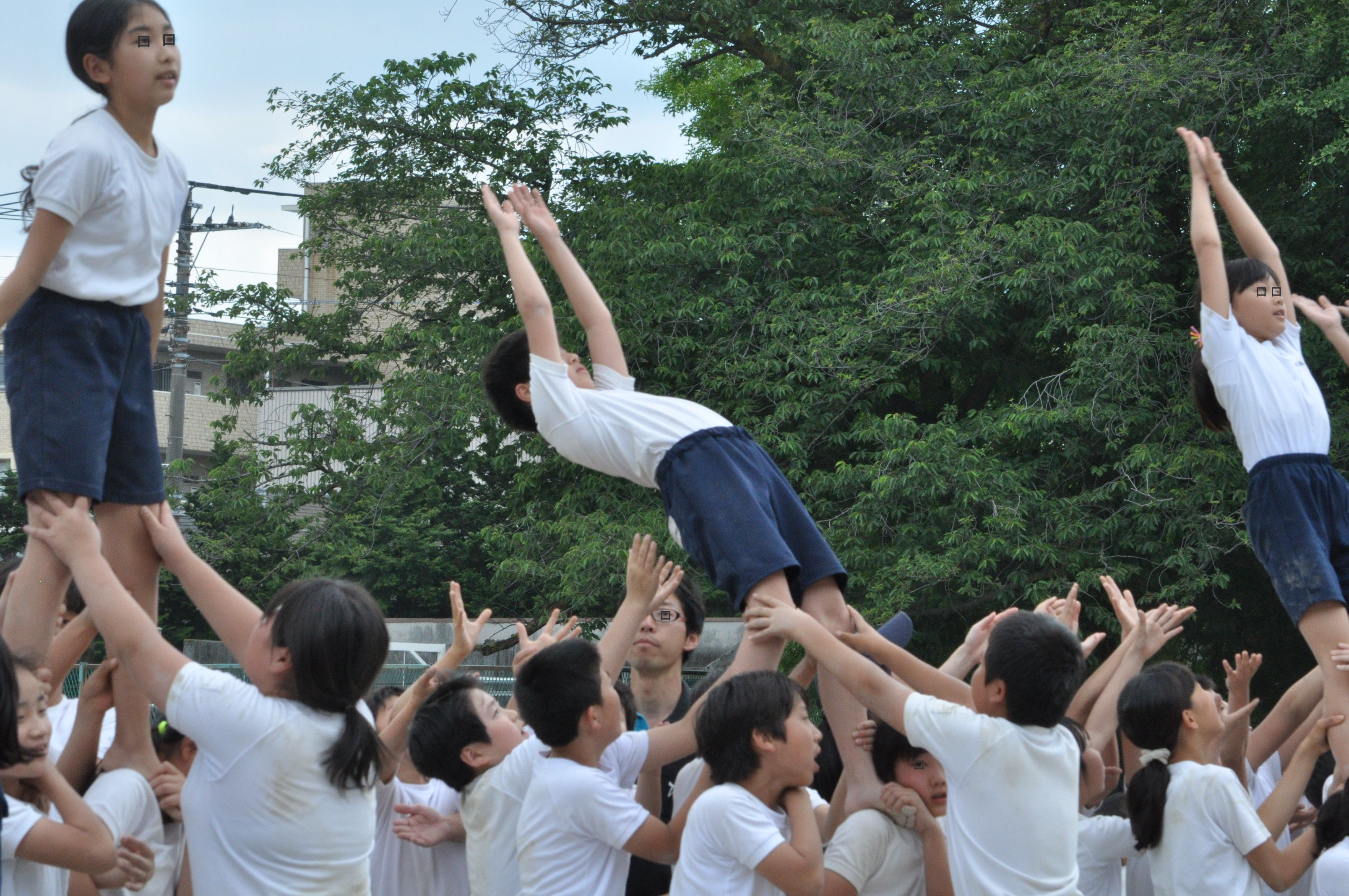
組体操（2017年5月28日撮影）
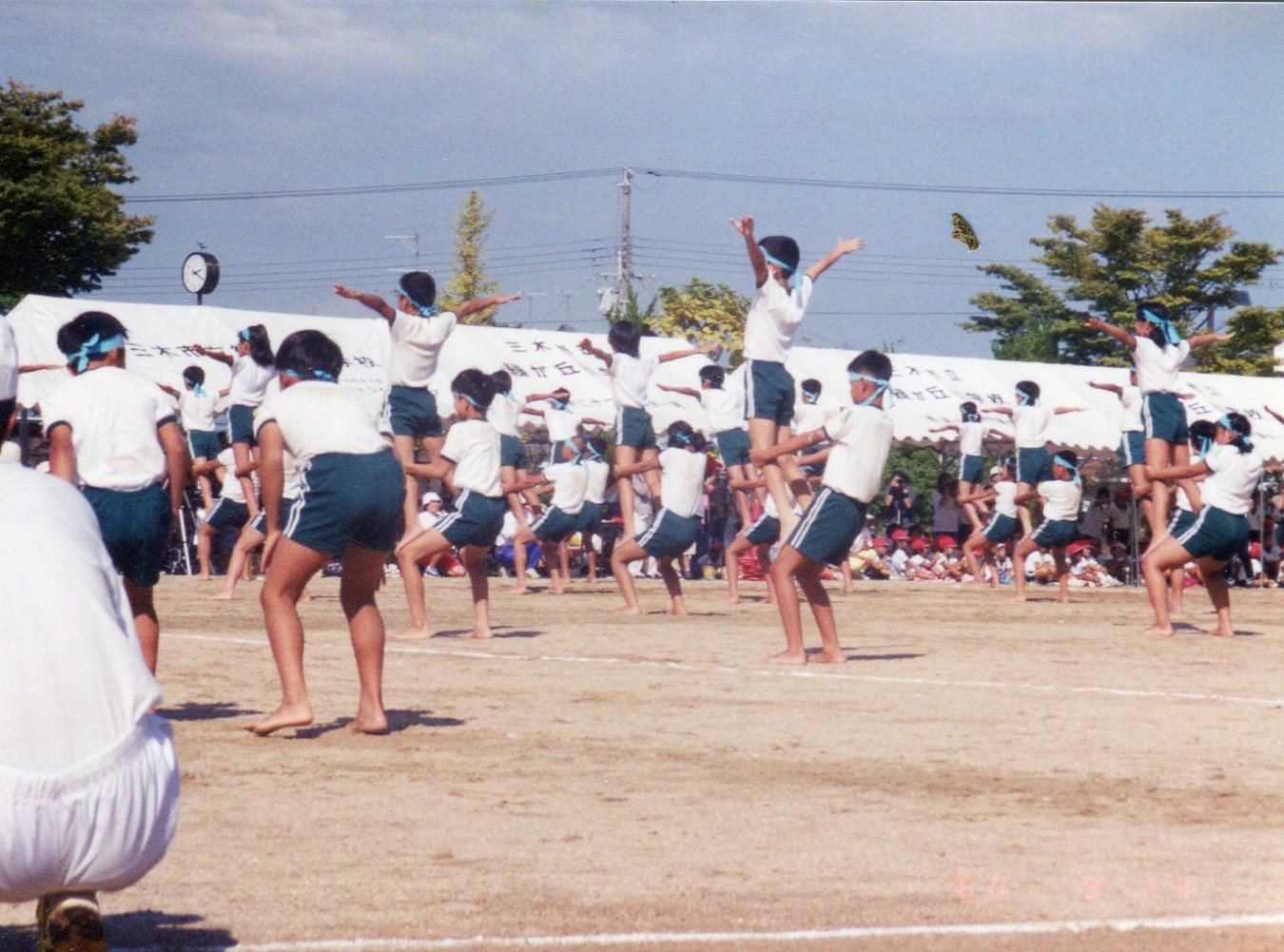
組体操
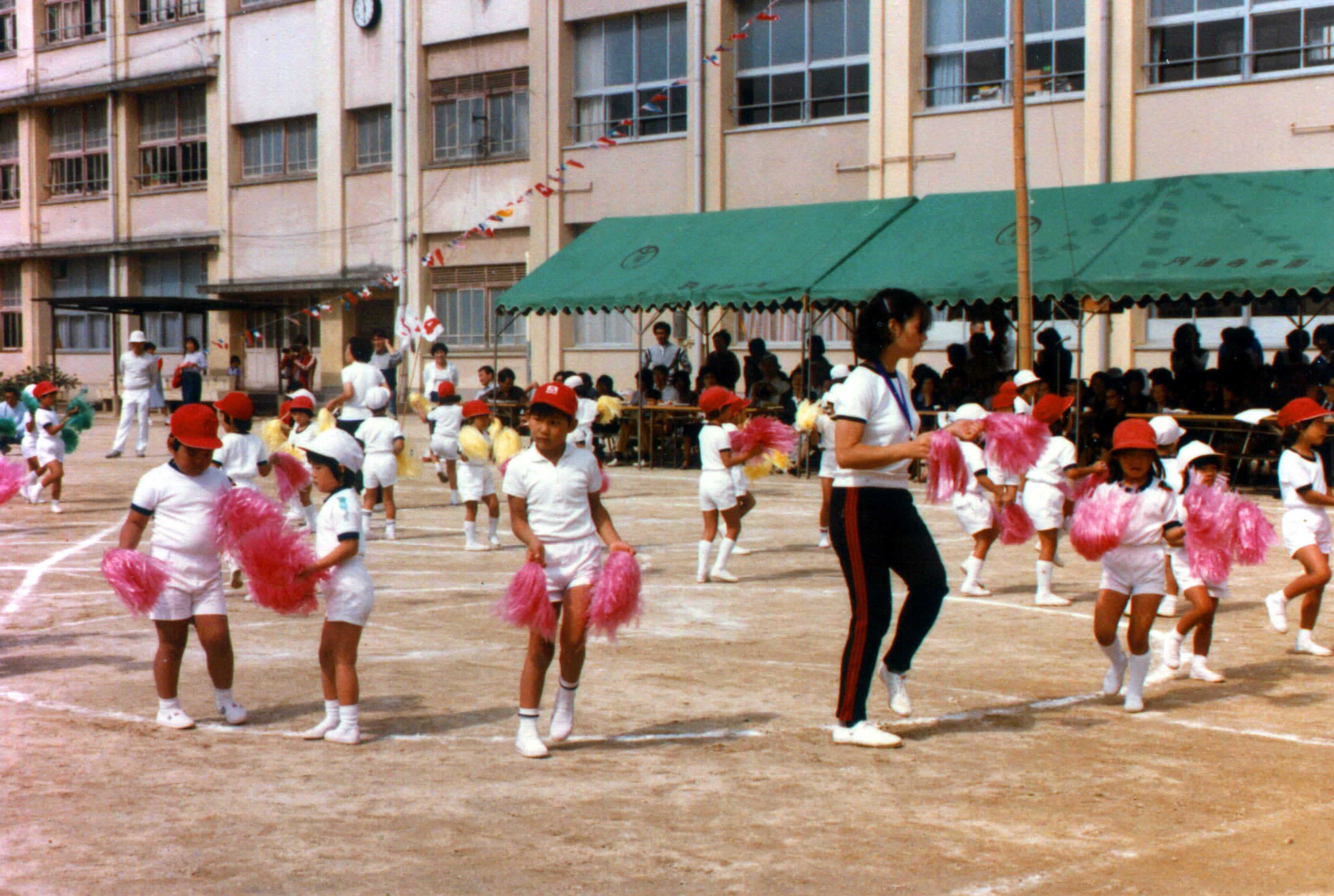
小学校の集団演技（ポンポンを使った踊り）
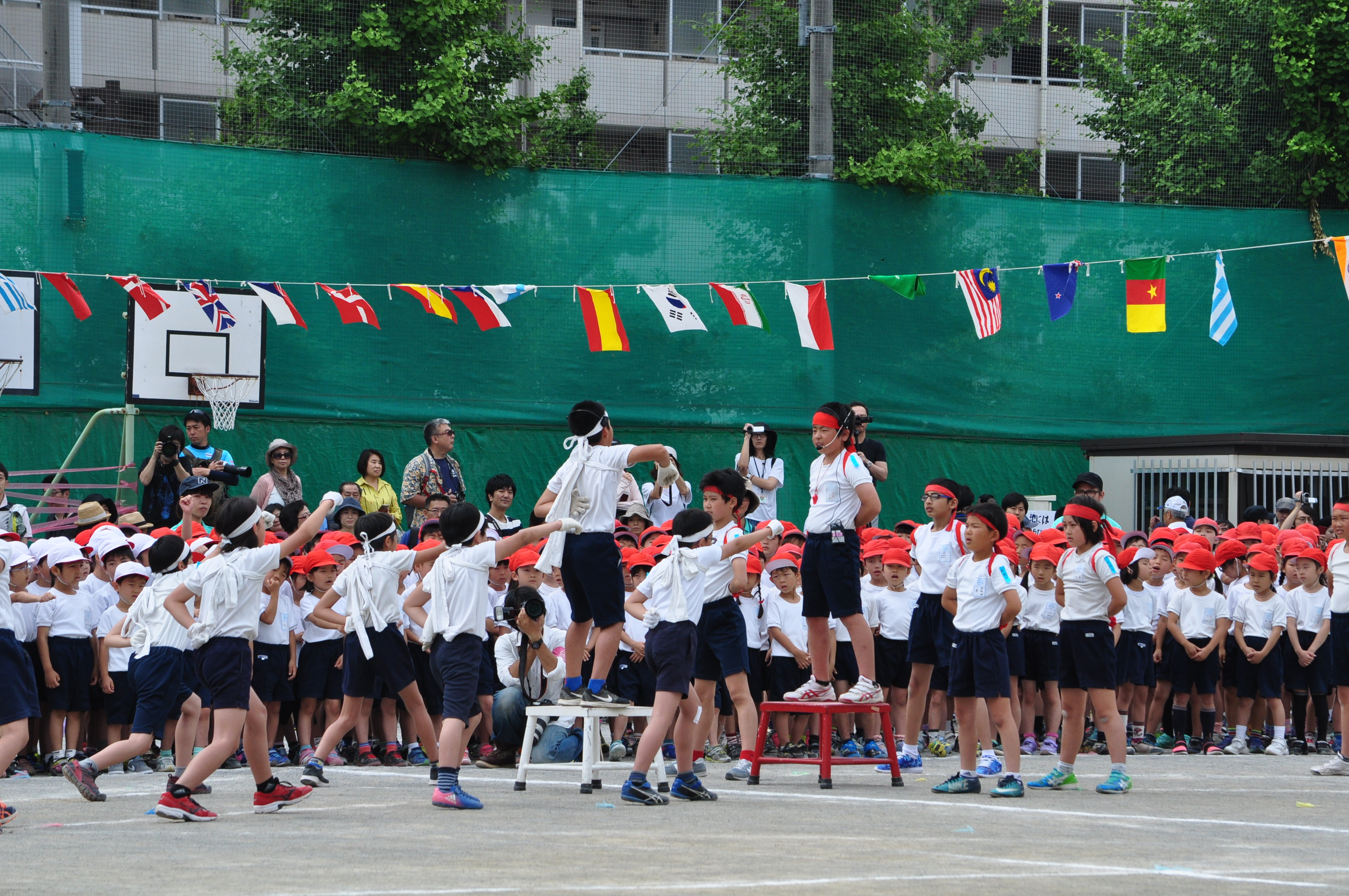
応援合戦（2018年5月26日撮影）
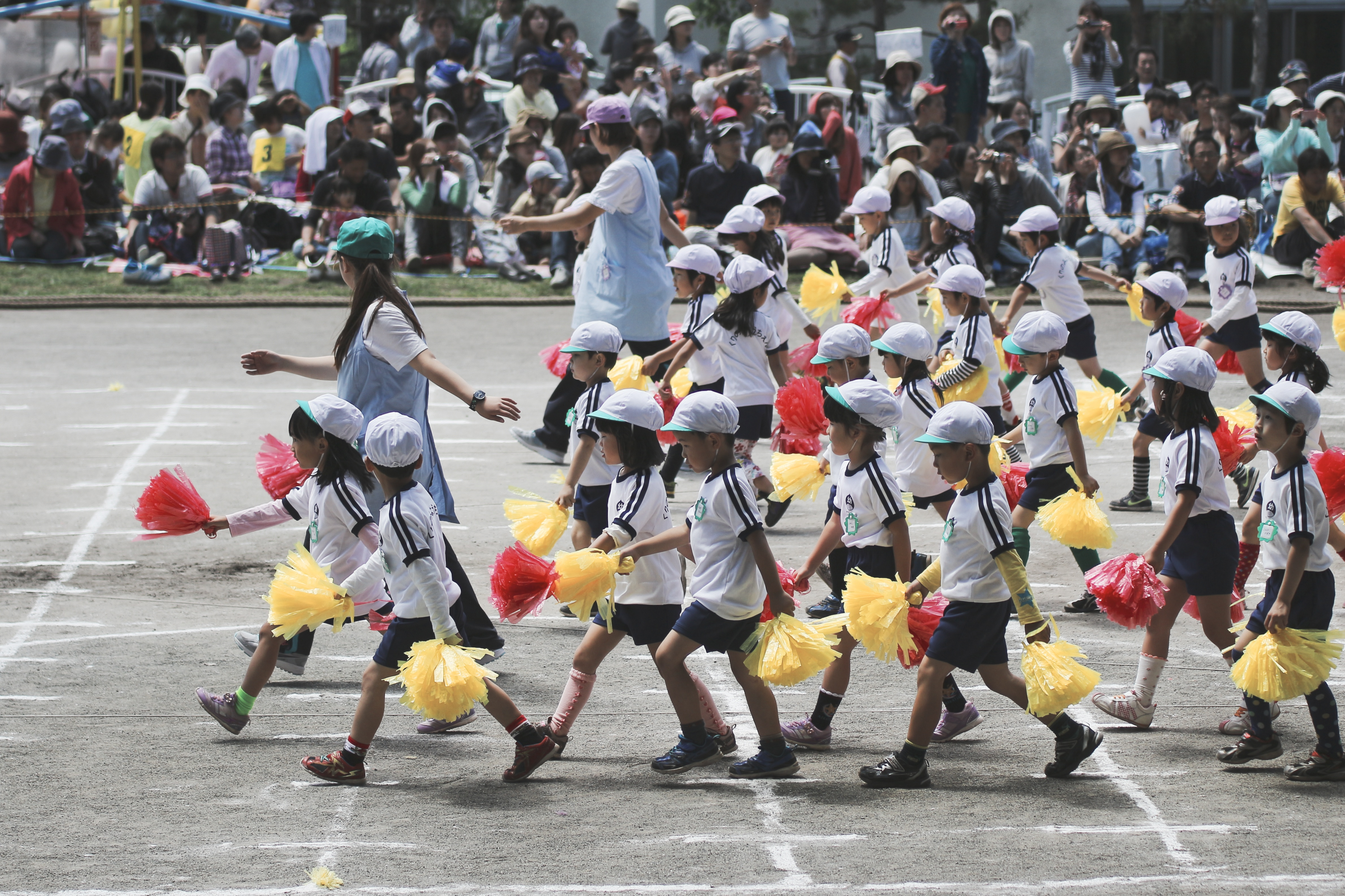
幼稚園児の行進
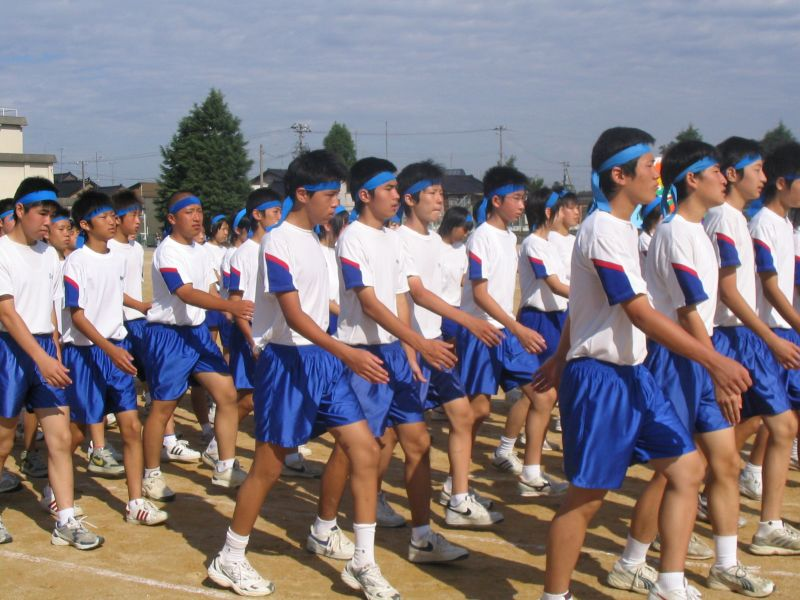
中学生の行進

## 事故
一部競技の性質上、落下や衝撃・激突事故による児童生徒の死亡、半身不随、難聴、視力低下、運動障害などの危険性がある。訴訟リスクや安全面などから一部演目の実施を控えたり、行事の時間を大幅に短縮したりするなどの対策をとる自治体もある。日本では国家賠償法に基づき、国又は地方公共団体の公務員で、その職務を行う教員が、故意又は過失によつて違法に児童生徒に損害を加えたときは、国又は公共団体が損害賠償責任を負うことになっている（国家賠償法第1条第1項）。
熱中症
猛暑日における課外活動を含む運動会の練習や実施、炎天下での屋外活動を原因とする集団的な熱中症発症事例が、毎年少なからず発生している。
事故対応
交通事故のように、負傷者を極力移動させず事故現場から直接緊急要請を行うことはほとんどなく、一旦保健室などで応急処置を行ってから保護者へ連絡を入れ、その後に病院へ搬送するという手順がとられている。
事故予防
- 熱中症事故等の防止について（依頼）文部科学省 平成27年5月18日
- 暑さ指数 (WBGT)  - 環境省熱中症予防情報サイト
- 環境省熱中症予防情報サイト お問い合わせ－よくある質問

## 定番曲
- レイモンド服部 - 『コバルトの空』
- ジャック・オッフェンバック - 喜歌劇『天国と地獄』序曲第3部（カンカン）
- ルロイ・アンダーソン - 『トランペット吹きの休日』（『ラッパ吹きの休日』）
- ドミトリー・カバレフスキー - 組曲『道化師』作品26第2曲「ギャロップ（道化師のギャロップ）」
- アラム・ハチャトゥリアン - バレエ音楽『ガイーヌ』から『剣の舞』
- イマヌエル・プガチョフ・アミラン - マイム・マイム
- ヘルマン・ネッケ - 『クシコス・ポスト』（日本では『クシコスの郵便馬車』とも呼ばれる）
- ピョートル・チャイコフスキー - バレエ音楽『くるみ割り人形』から『トレパック』
- ヨハン・シュトラウス2世 - 『トリッチ・トラッチ・ポルカ』作品214
- ジョアキーノ・ロッシーニ - 歌劇『ウィリアム・テル』序曲第4部（スイス軍隊の行進（終曲））
- 越部信義 - 『アメリカ超特急』
- 越部信義 - 『クラリネット超特急』
- 古関裕而 - 『スポーツショー行進曲』
- ヨハン・シュトラウス1世 - 『ラデツキー行進曲』作品228
- ヨーゼフ・フランツ・ワーグナー - 行進曲作品159『双頭の鷲の旗の下に』
- カール・タイケ - 『旧友』
- ケネス・アルフォード - 『ボギー大佐』
- ジョン・フィリップ・スーザ - 行進曲『星条旗よ永遠なれ』
- フランツ・フォン・スッペ - 喜歌劇『軽騎兵』序曲
- ゲオルク・フリードリヒ・ヘンデル - オラトリオHWV63『マカベウスのユダ』第58曲「見よ、勇者は帰りぬ」※表彰式BGM
- ジンギスカン - 『ジンギスカン』、『めざせモスクワ』
- T-SQUARE - 『TRUTH』
- 国民体育大会歌『若い力』 - 多くの場合、入場行進曲に使われたり、開会式等で歌われたりするが、石川県金沢市の小学校では運動会のプログラムとして、この曲に乗せて踊るマスゲームが行われている。
- 『江差追分』
- 『こきりこ節』
- 『炭坑節』
- 『北海盆唄』
- 『BOHBO No.5』

これらの曲以外にも、学校向けの運動会・体育祭用に行進曲が存在する。近年ではそれを使うことも多い。
開会式、閉会式での入退場時の曲は、その学校の音楽部、音楽バンドが生演奏することが多い。

## 日本の運動会における風習
- 東北地方では運動会当日の朝に狼煙（花火）を鳴らして決行を知らせる風習がある[23]。

## 海外の運動会

### カンボジア
2005年の国連「体育・スポーツ国際年」ののち、NGOがカンボジアの体育・スポーツ政策の支援に動き出した。2011年、カンボジア教育省所属の行政官が、岡山での体育の研修で運動会を初めて視察し、カンボジアで運動会を取り入れるきっかけとなった。行政官の意向はカンボジアでスポーツ支援をしていた特定非営利法人（NPO）ハート・オブ・ゴールドに伝えられ、2013年にカンボジア教育省、ハート・オブ・ゴールド（HG）、岡山県、岡山大学が連携してシュムリアップ州のワットチョーク小学校で教育省主導の運動会を初めて開催した。
カンボジア教育省所属の行政官が中心となった運動会は、2014年にスヴァイリエン州の2校、2015年にバッタンバン州の4校、2016年にバッタンバン州の2校で特定非営利法人ハート・オブ・ゴールドとの協働で実施された。また、2015年にはカンポット州の1校とタケオ州の1校で教育省が独自に主導して運動会を開催した。これらの学校には学校独自の運動会の開催を継続しているところもある。

### タイ
タイの運動会は保健・体育科における一つの行事として位置づけられている。日本の運動会の目的とは異なり、タイの運動会の目的は、生徒が興味を持ったスポーツや得意であるスポーツに自主的に参加させることや、体育科の時間で習ったスキルの発揮が重視されている。
また、実施種目と組分けの方法も日本の運動会とは異なり、クラス全体で参加するような種目がなく、スポーツ種目はスポーツが得意な生徒が自主的に参加するものとなっている。スポーツ種目に参加した生徒個人に対して金・銀・銅などのメダルを授与することもタイの運動会の特徴とされている。